# Frederico Magno de Erbach
Frederico Magno de Erbach (18 de abril de 1575 - 26 de agosto de 1616) foi um conde de Erbach.

## Família
Frederico era o terceiro filho do conde Jorge III de Erbach e da condessa Ana de Solms-Laubach. Os seus avós paternos eram o conde Everardo XVI de Erbach e a condessa Margarida de Salm-Dhaun. Os seus avós maternos eram o conde Frederico Magno de Solms-Laubach e a condessa Inês de Wied.

## Casamentos e descendência
Frederico casou-se primeiro com a condessa Cristina de Hesse-Darmstadt no dia 5 de maio de 1595 de quem não teve filhos. Casou-se depois com a condessa Joana Henriqueta de Oettingen-Oettingen de quem teve cinco filhos:
- Jorge Godofredo de Erbach (12 de outubro de 1599 – 17 de janeiro de 1600); morreu aos três meses de idade.
- Frederico Otão de Erbach (27 de fevereiro de 1601 – 23 de abril de 1601), morreu perto dos três meses de idade.
- Ana Maria de Erbach (17 de junho de 1602 – janeiro de 1603), morreu aos sete meses de idade.
- Ana Maria de Erbach (5 de julho de 1603 – 5 de março de 1663); casada com o conde João Jorge II de Solms-Baruth; com descendência.
- Jorge de Erbach (24 de março de 1605 – 23 de agosto de 1609), morreu aos quatro anos de idade.